# Liste der Biografien/Hild
Liste der Biografien |
Portal Biografien |
Personensuche
# |
A |
B |
C |
D |
E |
F |
G |
H |
I |
J |
K |
L |
M |
N |
O |
P |
Q |
R |
S |
T |
U |
V |
W |
X |
Y |
Z |
?
 
Ha |
Hd |
He |
Hi |
Hj |
Hk |
Hl |
Hm |
Hn |
Ho |
Hr |
Hs |
Ht |
Hu |
Hv |
Hw |
Hy
 
Hia |
Hib |
Hic |
Hid |
Hie |
Hif |
Hig |
Hih |
Hii |
Hij |
Hik |
Hil |
Him |
Hin |
Hio |
Hip |
Hir |
His |
Hit |
Hiv |
Hiw |
Hix |
Hiy |
Hiz
 
Hila |
Hilb |
Hilc |
Hild |
Hile |
Hilf |
Hilg |
Hilh |
Hili |
Hilj |
Hilk |
Hill |
Hilm |
Hilp |
Hils |
Hilt |
Hilu |
Hilv |
Hilz
Die Liste der Biografien führt alle Personen auf, die in der deutschsprachigen Wikipedia einen Artikel haben. Dieses ist eine Teilliste mit 336 Einträgen von Personen, deren Namen mit den Buchstaben „Hild“ beginnt.

## Hild
- Hild, Andreas (* 1961), deutscher Architekt und Hochschullehrer
- Hild, August (1894–1982), deutscher Schriftsteller
- Hild, Ernst (1902–1973), deutscher Verwaltungsbeamter
- Hild, Eva (* 1966), schwedische Bildhauerin und Keramikerin
- Hild, Friedrich (1861–1937), deutscher Schriftsteller und Lehrer
- Hild, Friedrich (* 1941), österreichischer Byzantinist
- Hild, Friedrich Wilhelm (1870–1908), deutscher Politiker, Bürgermeister von Rüttenscheid
- Hild, Helmut (1921–1999), deutscher evangelischer Theologe
- Hild, Jochen (1929–2017), deutscher Biologe und Landschaftsökologe
- Hild, József (1789–1867), ungarischer Architekt
- Hild, Karl (1873–1938), Oberbürgermeister in Hanau, Mitglied des Provinziallandtages der Provinz Hessen-Nassau
- Hild, Kristina (* 1996), deutsche Fußballspielerin
- Hild, Raymond (1932–2014), französischer Fußballspieler, -trainer und -funktionär
- Hild, Sabine, deutsche Pädagogin und Autorin
- Hild, Udo (1943–2022), deutscher Ruderer

### Hilda
- Hilda von Nassau (1864–1952), Großherzogin von BadenHilda von Nassau (1864–1952)

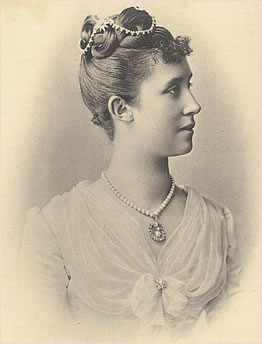
Hilda von Nassau (1864–1952)

- Hilda von Whitby (614–680), englische Klostergründerin
- Hildabrand, Shaunette, amerikanische (Jazz-)Sängerin
- Hildach, Anna (1852–1935), deutsche Sängerin (Sopran)
- Hildach, Eugen (1849–1924), deutscher Sänger, Gesangslehrer und Komponist

### Hildb
- Hildbrand, Franz (1942–2022), Schweizer Politiker
- Hildbrand, Johannes (1580–1654), Schweizer Bürgermeister
- Hildbrand, Monika (* 1952), Schweizer Jodlerin und Sängerin von volkstümlichen Liedern und Schlagern
- Hildbrandi, Withego II. († 1381), Elekt von Würzburg, Bischof von Naumburg
- Hildburg, Stephanie (1862–1942), österreichische Schauspielerin

### Hilde
- Hilde, Terje (* 1986), norwegischer Skispringer
- Hilde, Tom (* 1987), norwegischer Skispringer

#### Hildeb
- Hildebad († 541), ostgotischer König
- Hildebert, Buchmaler in Mähren
- Hildebert († 937), Erzbischof von Mainz
- Hildebert von Lavardin (1056–1133), Autor des lateinischen Mittelalters
- Hildebold († 969), Bischof von Münster
- Hildebold († 998), Bischof von Worms
- Hildebold von Köln († 818), Bischof von Köln, erster Erzbischof von Köln
- Hildebold von Wunstorf († 1273), Erzbischof von Bremen
- Hildebrand von Möhren († 1279), Fürstbischof von Eichstätt (1261–1279)
- Hildebrand, Aaron (* 1980), deutscher Schauspieler
- Hildebrand, Adolf (1835–1895), deutscher Fachlehrer für Landwirtschaft und Lehrbuchautor
- Hildebrand, Adolf von (1847–1921), deutscher BildhauerAdolf von Hildebrand (1847–1921)

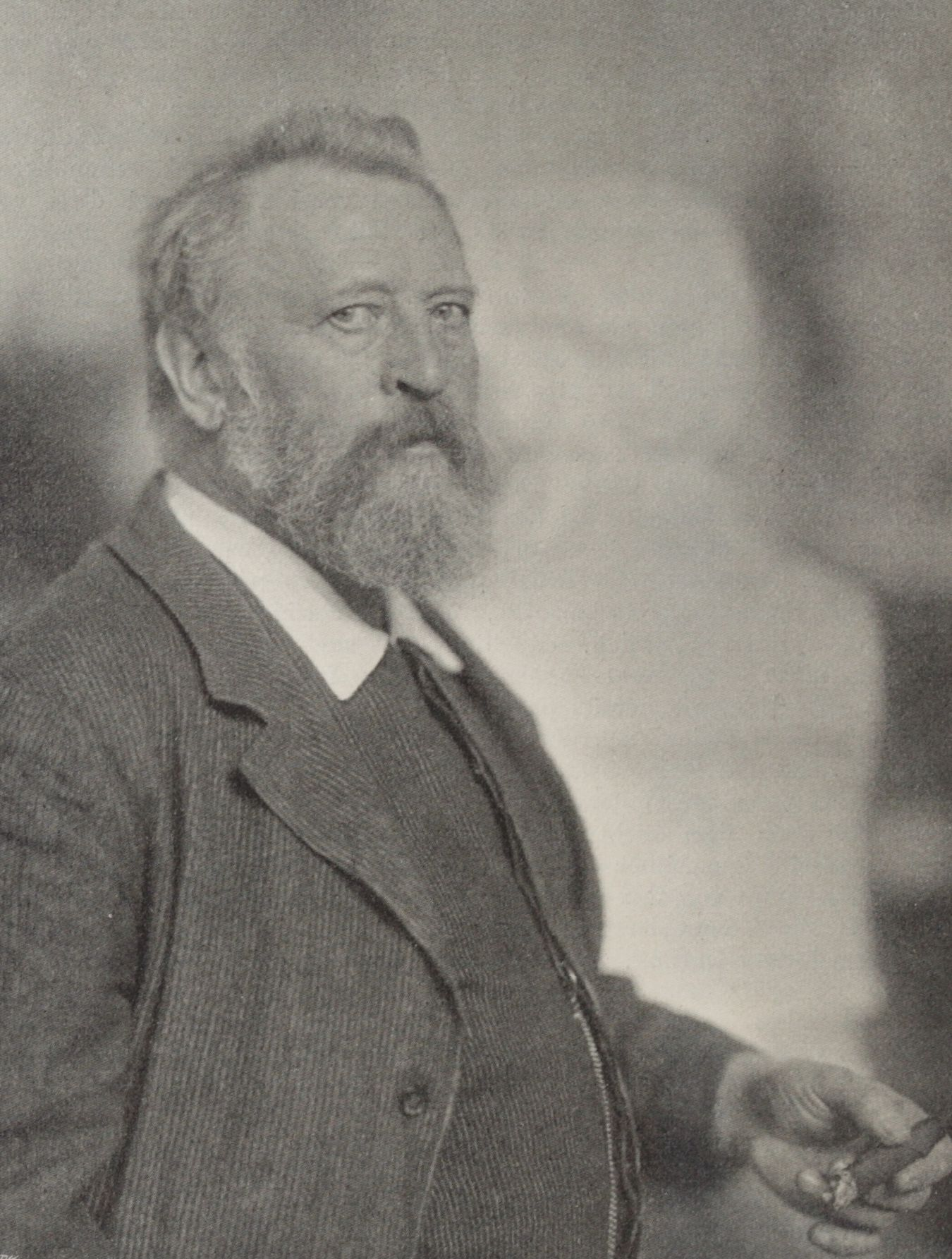
Adolf von Hildebrand (1847–1921)

- Hildebrand, Alexander (1921–2005), schwedischer Schachkomponist
- Hildebrand, Alice von (1923–2022), katholische Philosophin und Theologin
- Hildebrand, André, italienischer Schauspieler
- Hildebrand, Arnold (1808–1884), deutscher Bergkommissar, Apotheker, Politiker und Senator
- Hildebrand, Axel (* 1968), deutscher Drehbuchautor
- Hildebrand, Birgit (* 1944), deutsche Übersetzerin
- Hildebrand, Brianna (* 1996), US-amerikanische SchauspielerinBrianna Hildebrand (* 1996)

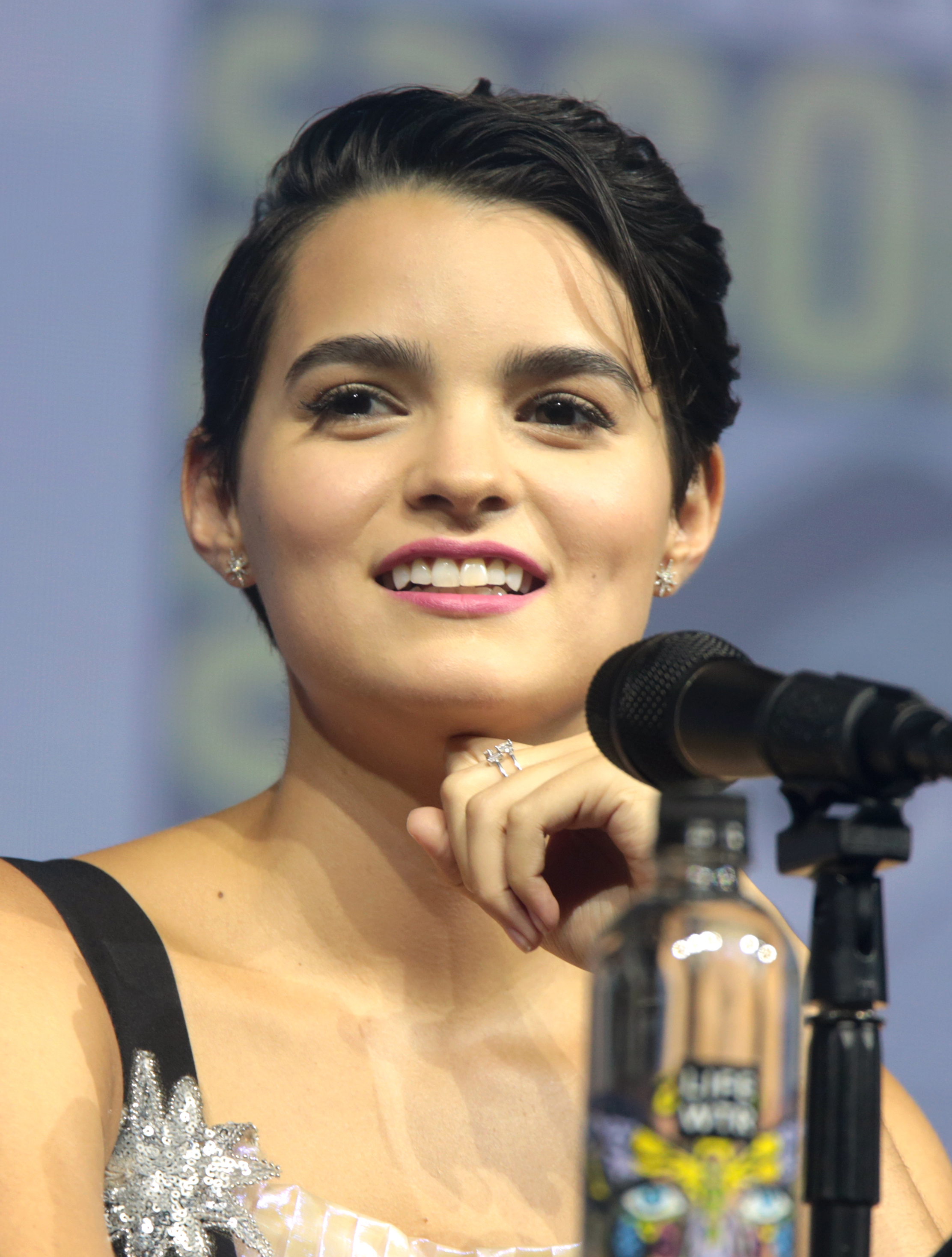
Brianna Hildebrand (* 1996)

- Hildebrand, Bror Emil (1806–1884), schwedischer Archäologe und Numismatiker
- Hildebrand, Bruno (1812–1878), deutscher Wirtschaftswissenschaftler und Politiker
- Hildebrand, Christian (1638–1712), deutscher Philosoph, Hochschullehrer und Rektor
- Hildebrand, Christian (* 1985), deutscher Handballspieler
- Hildebrand, Christoph (* 1959), deutscher Künstler und Installationskünstler
- Hildebrand, Dagmar (* 1969), deutsche Politikerin (CDU)
- Hildebrand, Dan (* 1962), britischer Schauspieler
- Hildebrand, Daniel (* 1977), Schweizer Musiker
- Hildebrand, Dietrich von (1889–1977), katholischer Philosoph, Theologe und Autor
- Hildebrand, Ernst (1833–1924), deutscher Historien- und Porträtmaler
- Hildebrand, Ernst (1888–1962), evangelisch-lutherischer Pastor und Propst
- Hildebrand, Ernst (1918–1986), deutscher Komponist und Musiker
- Hildebrand, Ernst Rudolf (1923–2019), österreichischer Architekt
- Hildebrand, Franziska (* 1987), deutsche Biathletin
- Hildebrand, Friedrich (1626–1688), deutscher Lehrer und Autor
- Hildebrand, Friedrich (1902–1983), deutscher SS-Hauptsturmführer
- Hildebrand, Friedrich Hermann Gustav (1835–1915), deutscher Botaniker und Ökologe
- Hildebrand, Gerhard (* 1877), deutscher Publizist
- Hildebrand, Gerold (* 1955), deutscher Autor, DDR-Bürgerrechtler
- Hildebrand, Gert Volker (* 1953), deutscher Automobildesigner
- Hildebrand, Günter (1911–1994), deutscher Maler
- Hildebrand, Günther (* 1949), deutscher Politiker (FDP), MdL
- Hildebrand, Gustav (1925–2017), freischaffender Fotograf und Journalist
- Hildebrand, Hans (1842–1913), schwedischer Prähistoriker
- Hildebrand, Hans (1889–1975), deutscher Politiker (FDP) und Abgeordneter des Ernannten Braunschweigischen Landtages
- Hildebrand, Hans (1919–2011), deutscher Marineoffizier und Marinehistoriker
- Hildebrand, Heinrich (1855–1925), deutscher Eisenbahningenieur
- Hildebrand, Heinrich (1855–1928), deutscher Maschinenbau-Ingenieur, Journalist und Unternehmer
- Hildebrand, Heinrich (1866–1940), deutscher Rechtsmediziner und Hochschullehrer
- Hildebrand, Hermann (1843–1890), deutsch-baltischer Historiker und Archivar
- Hildebrand, Hermann (1849–1939), deutscher Politiker und Bremer Bürgermeister
- Hildebrand, Hermann (1919–1986), deutscher Politiker (SPD), MdL
- Hildebrand, Hilde (1897–1976), deutsche Theater- und Filmschauspielerin
- Hildebrand, Horst (* 1939), deutscher Schauspieler und Hörspielsprecher
- Hildebrand, Ivonne (* 1981), deutsche Handballspielerin und -trainerin
- Hildebrand, J. R. (* 1988), US-amerikanischer Automobilrennfahrer
- Hildebrand, Jake (* 1993), US-amerikanischer Eishockeytorwart
- Hildebrand, Joachim (1623–1691), deutscher lutherischer Theologe
- Hildebrand, Joel Henry (1881–1983), US-amerikanischer Chemiker
- Hildebrand, Johann, deutscher Musiker, Komponist und Dichter
- Hildebrand, Johann Christian, deutscher Mediziner und Arzt in Eisleben
- Hildebrand, Johann Wilhelm von († 1773), deutscher Beamter, Impopulationsdirektor und Administrationsrat der Landesadministration des Temescher Banats
- Hildebrand, Julius (1804–1878), deutscher lutherischer Theologe und Generalsuperintendent
- Hildebrand, Jürgen (* 1948), deutscher Handballspieler und -trainer
- Hildebrand, Katharina († 1573), Opfer der Hexenverfolgung in Ersingen
- Hildebrand, Klaus (* 1941), deutscher Historiker
- Hildebrand, Klaus (1954–2010), deutscher Manager und Unternehmer
- Hildebrand, Lea (* 1988), deutsche Volleyballspielerin
- Hildebrand, Lloyd (1870–1924), britischer Radsportler
- Hildebrand, Margret (1917–1997), deutsche Industriedesignerin
- Hildebrand, Martín von (* 1943), US-amerikanischer Ethnologe
- Hildebrand, Max (1839–1910), deutscher Feinmechaniker und Unternehmer
- Hildebrand, Michael (1433–1509), Erzbischof von Riga
- Hildebrand, Monika (* 1941), deutsche Schauspielerin und Chansonsängerin
- Hildebrand, Nadine (* 1987), deutsche Hürdenläuferin, Rechtsanwältin
- Hildebrand, Otto (1858–1927), deutscher Chirurg und Hochschullehrer
- Hildebrand, Philipp (* 1963), Schweizer Politologe, Präsident des Direktoriums der Schweizerischen NationalbankPhilipp Hildebrand (* 1963)

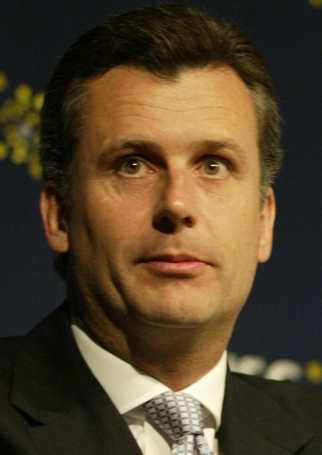
Philipp Hildebrand (* 1963)

- Hildebrand, Philipp Jakob (1733–1783), Hessen-Hanauer Offizier im Amerikanischen Unabhängigkeitskrieg
- Hildebrand, Pia (* 1991), deutsche Handballspielerin
- Hildebrand, Ray (1940–2023), US-amerikanischer Sänger
- Hildebrand, Robert (1830–1896), deutscher Jurist und Politiker, MdR
- Hildebrand, Rudolf (1824–1894), deutscher Germanist
- Hildebrand, Rudolf (1886–1947), österreichischer Architekt
- Hildebrand, Rudolf von (1822–1900), preußischer Generalmajor und Kommandeur der 8. Infanterie-Brigade
- Hildebrand, Ruth, Schweizer Skirennläuferin
- Hildebrand, Samuel Frederick (1883–1949), US-amerikanischer Ichthyologe
- Hildebrand, Semen (* 1987), deutsch-russischer Eishockeyspieler
- Hildebrand, Siegfried (1904–1991), deutscher Feinwerktechniker und Hochschullehrer
- Hildebrand, Stefanie (* 1987), deutsche Biathletin
- Hildebrand, Timo (* 1979), deutscher FußballtorhüterTimo Hildebrand (* 1979)

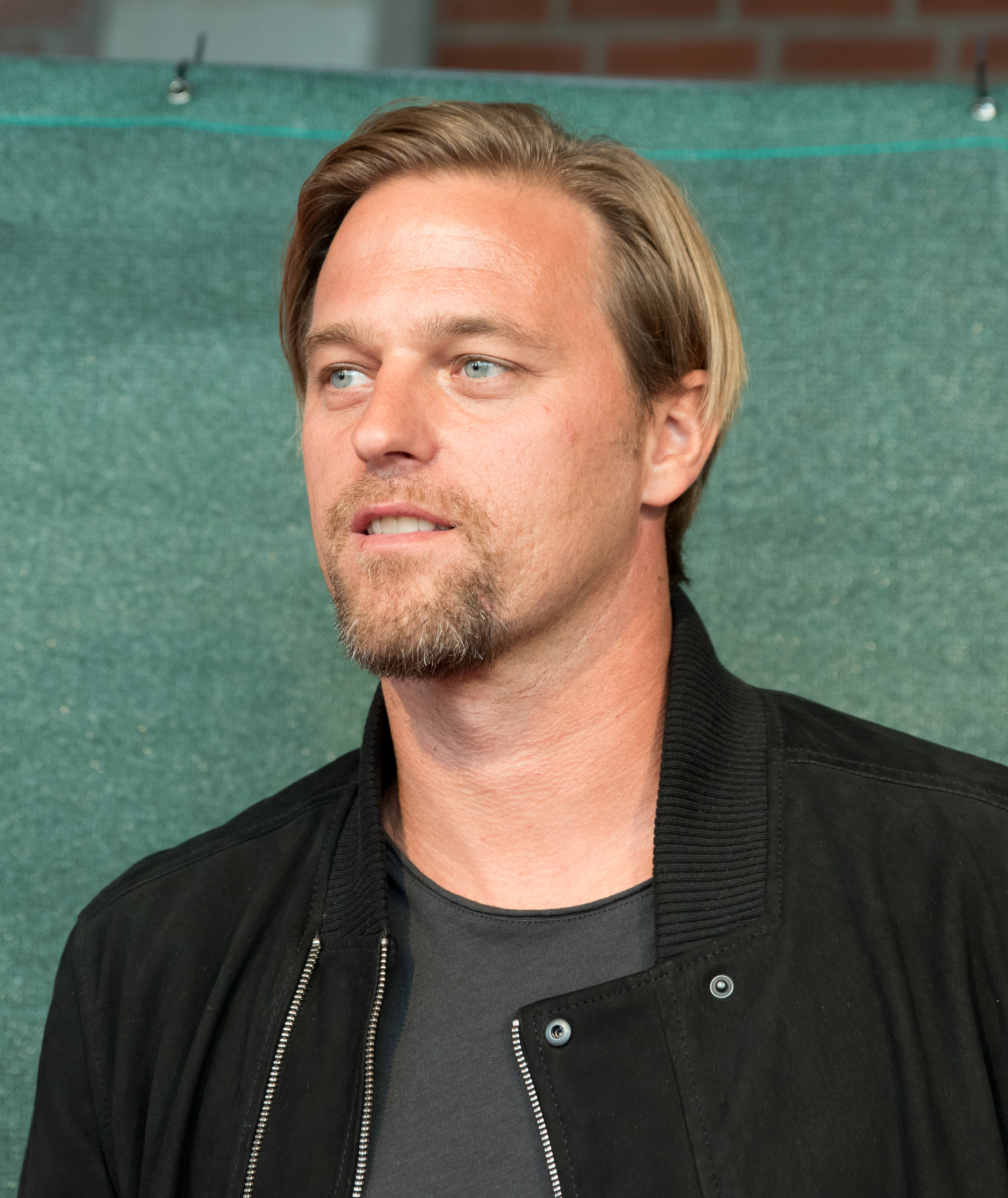
Timo Hildebrand (* 1979)

- Hildebrand, Walter (1873–1923), deutscher Seeoffizier, zuletzt Konteradmiral der Reichsmarine
- Hildebrand, Walter (* 1941), österreichischer Architekt
- Hildebrand, Wilhelm Bernhard (1825–1898), deutscher Pfarrer und Autor
- Hildebrandsson, Hugo Hildebrand (1838–1925), schwedischer Meteorologe
- Hildebrandt, Adolf Matthias (1844–1918), deutscher Genealoge und Heraldiker
- Hildebrandt, Alexandra (* 1959), deutsche Museumsleiterin und Menschenrechtsaktivistin
- Hildebrandt, Alexandra (* 1970), deutsche Autorin
- Hildebrandt, Alfred (1870–1949), deutscher Luftfahrtpionier und Schriftsteller
- Hildebrandt, Andrea, Psychologin und Professorin
- Hildebrandt, Andreas († 1762), Danziger Orgelbauer
- Hildebrandt, Andreas (* 1973), deutscher Künstler
- Hildebrandt, Armin, deutscher Biologe
- Hildebrandt, Bernd (1940–2020), deutscher evangelischer Theologe, Hochschullehrer für Systematische Theologie
- Hildebrandt, Bernd (* 1947), deutscher Unternehmer und Segler
- Hildebrandt, Bernd-Uwe (* 1958), deutscher Sportfunktionär
- Hildebrandt, Bruno (* 1845), Theaterschauspieler
- Hildebrandt, Bruno (* 1864), deutscher Theaterschauspieler und Opernsänger (Tenor)
- Hildebrandt, Carl Ludwig, deutscher Baumeister
- Hildebrandt, Christel (* 1952), deutsche Übersetzerin
- Hildebrandt, Cornelia Ellis (1876–1962), US-amerikanische Malerin
- Hildebrandt, Dieter (1927–2013), deutscher Kabarettist, Schauspieler und BuchautorDieter Hildebrandt (1927–2013)
- Hildebrandt, Dieter (* 1932), deutscher Autor

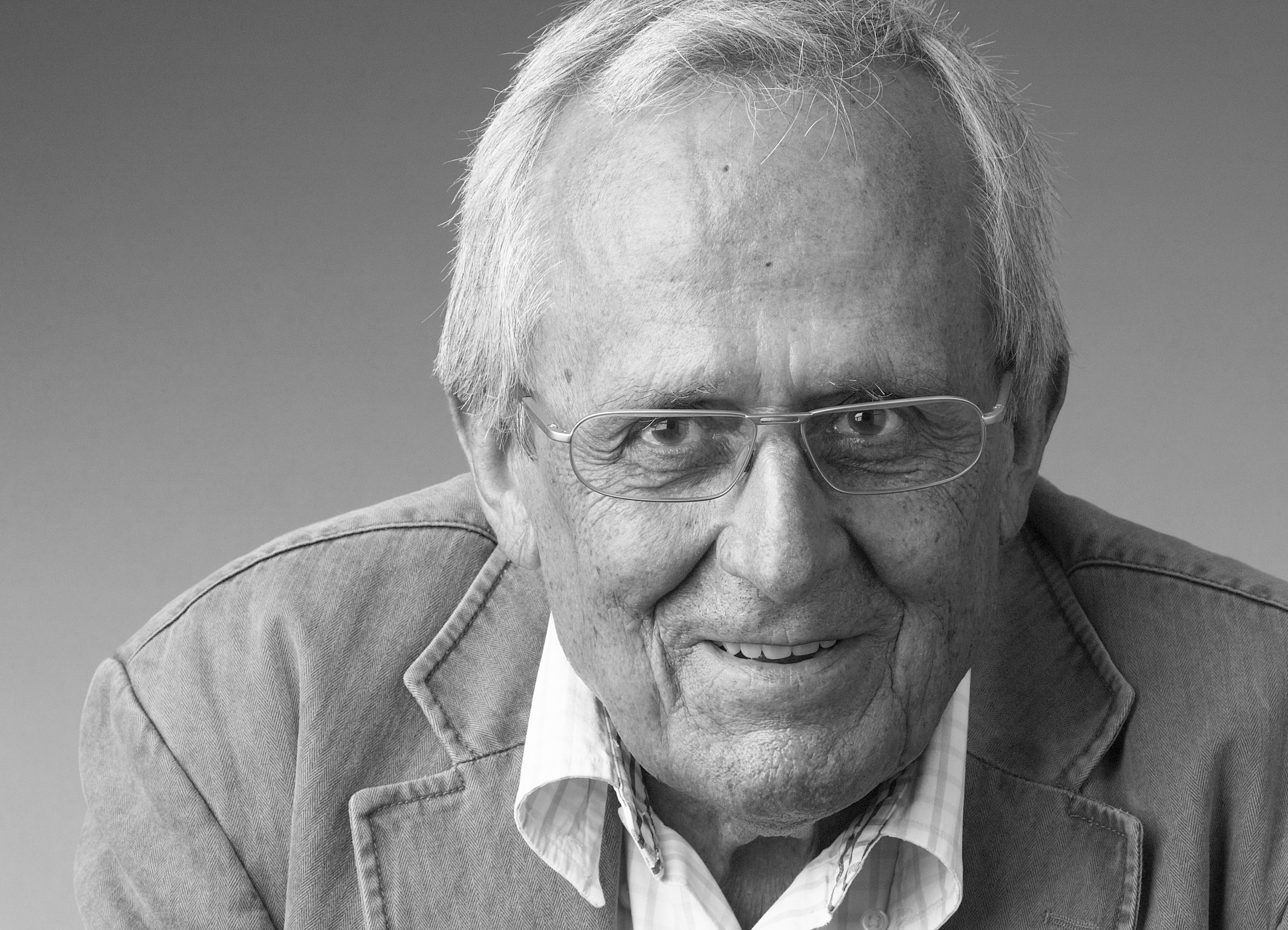
Dieter Hildebrandt (1927–2013)

- Hildebrandt, Dietrich (1944–2015), deutscher Lehrer, Verlagsangestellter und Politiker (Bündnis 90/Die Grünen), MdL
- Hildebrandt, Doreen (* 1973), deutsche Politikerin (Die Linke), MdL
- Hildebrandt, Eckart (1943–2016), deutscher Politikwissenschaftler, Hochschullehrer und Umweltaktivist
- Hildebrandt, Edmund (1872–1939), deutscher Kunsthistoriker
- Hildebrandt, Eduard (1817–1868), deutscher Maler
- Hildebrandt, Edy (1920–2014), deutsch-luxemburgischer Radiomoderator
- Hildebrandt, Elske (* 1974), deutsche Politikerin (SPD)
- Hildebrandt, Erik (1886–1933), deutscher Verwaltungsjurist und Landrat
- Hildebrandt, Ernst-Albrecht (1895–1970), deutscher SS- und Polizeiführer und Polizeipräsident
- Hildebrandt, Franz (1909–1985), lutherischer, später methodistischer Pastor und Theologe
- Hildebrandt, Franz-Reinhold (1906–1991), deutscher evangelischer Pastor und Theologe
- Hildebrandt, Fred H. (1874–1956), US-amerikanischer Politiker
- Hildebrandt, Friedrich (1898–1948), deutscher Politiker (NSDAP), MdR, SS-Obergruppenführer, Gauleiter und KriegsverbrecherFriedrich Hildebrandt (1898–1948)

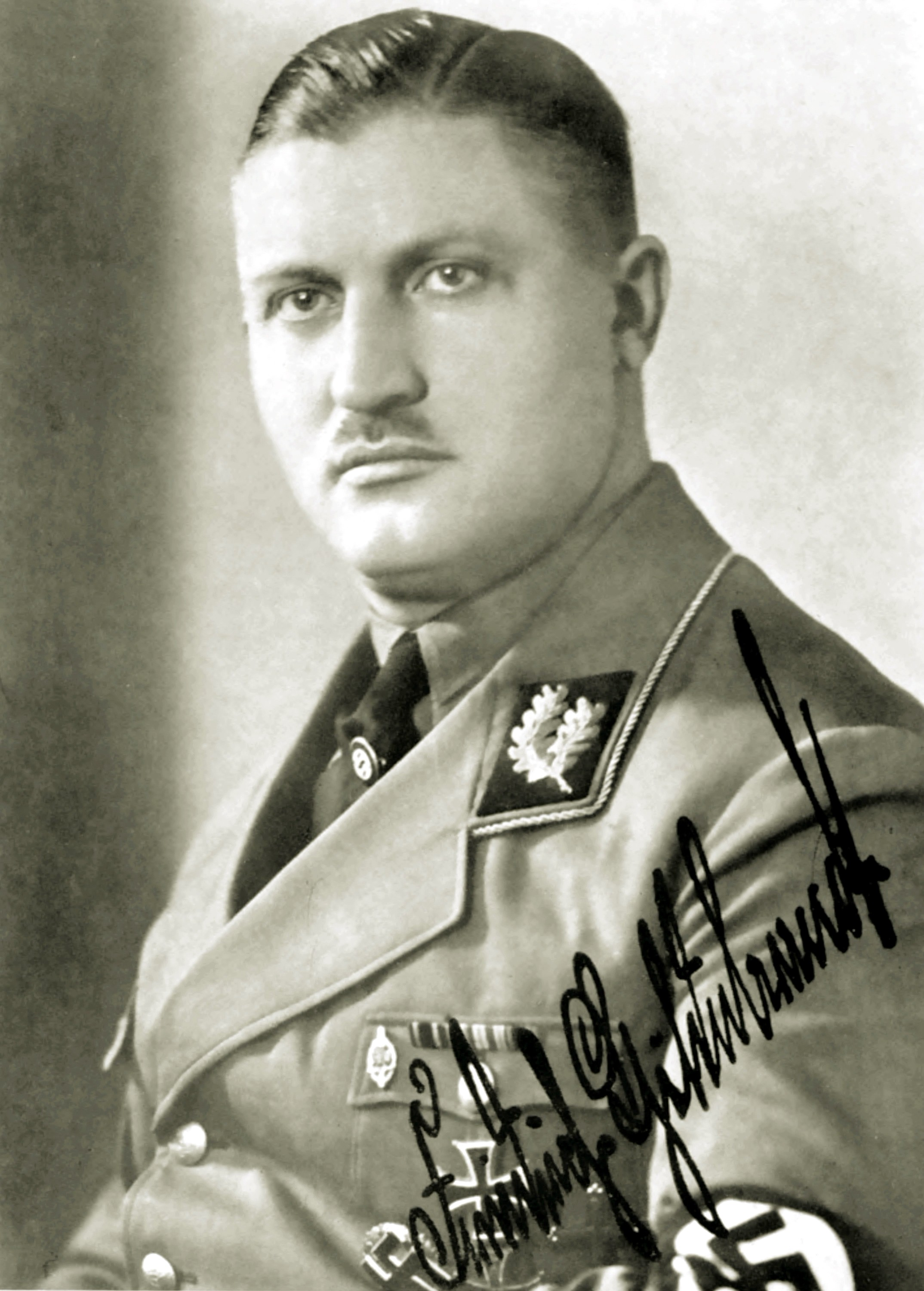
Friedrich Hildebrandt (1898–1948)

- Hildebrandt, Fritz (1819–1885), deutscher Marinemaler
- Hildebrandt, Georg Friedrich (1764–1816), deutscher Mediziner und Hochschullehrer
- Hildebrandt, Georg Martin (1811–1877), badischer Jurist und Politiker
- Hildebrandt, Gerd (1923–2017), deutscher Forstwissenschaftler und Spezialist für Fernerkundung und Photogrammetrie
- Hildebrandt, Gregor (* 1974), deutscher KünstlerGregor Hildebrandt (* 1974)

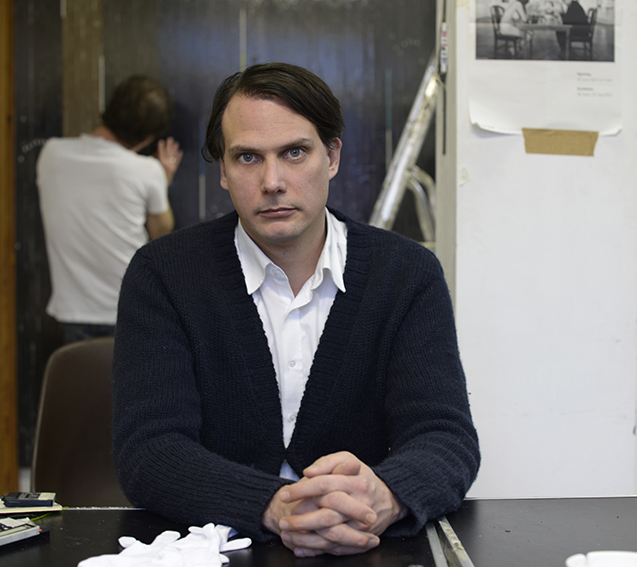
Gregor Hildebrandt (* 1974)

- Hildebrandt, Gudrun (1892–1967), deutsche Tänzerin und Schauspielerin
- Hildebrandt, Gunther (1924–1999), deutscher Physiologe und Hochschullehrer
- Hildebrandt, Gunther (* 1936), deutscher Historiker
- Hildebrandt, Hans (1878–1957), deutscher Kunsthistoriker
- Hildebrandt, Hans Joachim (1929–2020), deutscher Regisseur
- Hildebrandt, Hans-Joachim (1930–2023), deutscher Generalarzt der Luftwaffe der Bundeswehr
- Hildebrandt, Hans-Jörg (* 1961), deutscher Fußballspieler
- Hildebrandt, Heinz (1921–2003), deutscher Politiker (FDP), MdL
- Hildebrandt, Helmut (1931–2010), deutscher Politiker (SPD), Mitglied des Abgeordnetenhauses von Berlin
- Hildebrandt, Helmut (1936–2022), deutscher historischer Geograph
- Hildebrandt, Herbert (1935–2019), deutscher Kirchenmusiker
- Hildebrandt, Hermann (1910–1982), deutscher Dirigent
- Hildebrandt, Horst (1919–1989), deutscher Militär, Generalleutnant der Bundeswehr und Inspekteur des Heeres
- Hildebrandt, Howard Logan (1872–1958), US-amerikanischer Maler
- Hildebrandt, Hugo (1833–1882), deutscher Gynäkologe und Hochschullehrer
- Hildebrandt, Hugo (1866–1946), deutscher Forstverwaltungsbeamter und Ornithologe
- Hildebrandt, Irma (1935–2022), Schweizer Schriftstellerin
- Hildebrandt, Johann Andreas Karl (1763–1846), deutscher Schriftsteller
- Hildebrandt, Johann Gottfried (1724–1775), deutscher Orgelbauer
- Hildebrandt, Johann Lucas von (1668–1745), Baumeister im Zeitalter des Barock
- Hildebrandt, Johann Maria (1847–1881), deutscher Botaniker und Reisender
- Hildebrandt, Johannes K. (* 1968), deutscher Komponist
- Hildebrandt, Jonas (* 1996), deutscher Fußballspieler
- Hildebrandt, Jörg (* 1939), deutscher Verlagslektor, Anthologist und Hörfunkjournalist
- Hildebrandt, Judith (* 1977), deutsche Schauspielerin, Sängerin und ModeratorinJudith Hildebrandt (* 1977)

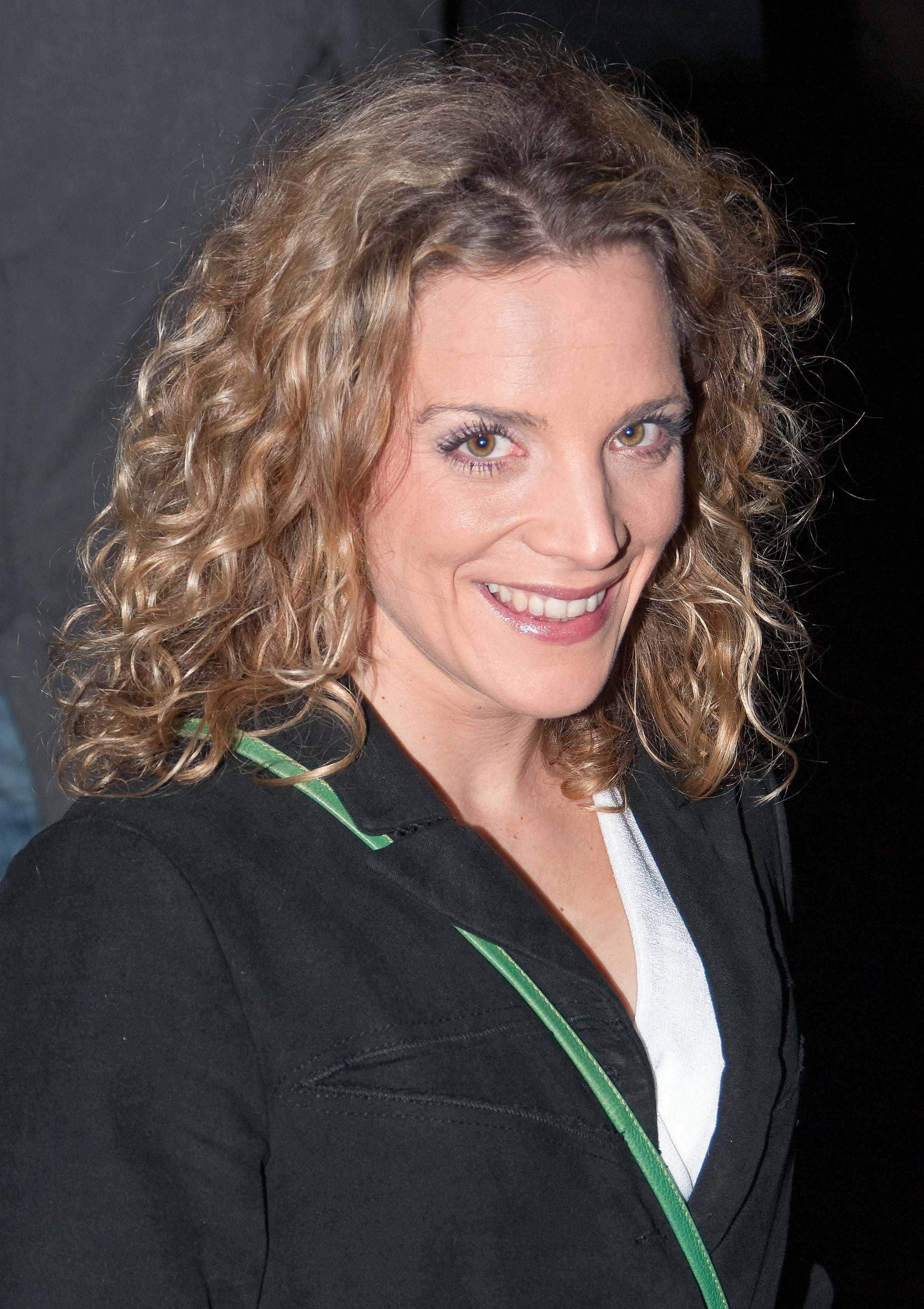
Judith Hildebrandt (* 1977)

- Hildebrandt, Jürgen (* 1950), deutscher Fußballspieler
- Hildebrandt, Karl Gottlieb (1858–1925), deutscher Physiker und Schuldirektor
- Hildebrandt, Kurt (1881–1966), deutscher Philosoph, Psychiater und Schriftsteller
- Hildebrandt, Lily (1887–1974), deutsche Malerin, Grafikerin, Kunsthandwerkerin, Glasmalerin und Fotografin
- Hildebrandt, Ludwig H. (* 1957), deutscher Geologe und Heimatkundler
- Hildebrandt, Manfred, deutscher Kameramann und Filmregisseur
- Hildebrandt, Manfred (* 1953), deutscher Fußballspieler
- Hildebrandt, Markus (* 1974), deutscher Tischtennisspieler
- Hildebrandt, Martha (1925–2022), peruanische Linguistin und Politikerin
- Hildebrandt, Martin (1854–1925), deutscher Publizist in Berlin
- Hildebrandt, Martin (* 1943), deutscher Politiker (FDP), MdL
- Hildebrandt, Maximilian (* 1989), deutscher Schauspieler
- Hildebrandt, Michael (* 1986), deutscher Regisseur, Autor, Filmproduzent, Webvideoproduzent und Schauspieler
- Hildebrandt, Michaela (* 1963), deutsche Eishockeyspielerin und -trainerin
- Hildebrandt, Nora (1857–1899), US-amerikanische Performerin
- Hildebrandt, Otto (1924–2015), deutscher Bergmann und Schriftsteller
- Hildebrandt, Paul (1870–1948), deutscher Gymnasiallehrer, Altphilologe, Schulreformer und Berliner Stadtverordneter
- Hildebrandt, Paul (1889–1948), deutscher Gewerkschaftsfunktionär und Kommunalpolitiker (SPD/SED)
- Hildebrandt, Peter (* 1955), deutscher Chemiker und Hochschullehrer
- Hildebrandt, Peter Oskar (1902–1937), deutscher nationalsozialistischer Journalist und Kommunalpolitiker
- Hildebrandt, Petra (* 1972), deutsche Politikerin (SPD), MdA
- Hildebrandt, Rainer (1914–2004), deutscher Historiker, Buchautor, Publizist, Bürgerrechtler und Dissident
- Hildebrandt, Regine (1941–2001), deutsche Politikerin (SPD), MdV, MdLRegine Hildebrandt (1941–2001)

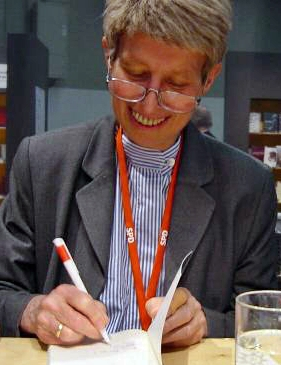
Regine Hildebrandt (1941–2001)

- Hildebrandt, Reiner (1933–2025), deutscher Literaturwissenschaftler
- Hildebrandt, Richard (1843–1911), deutscher Marineoffizier, Forschungsreisender und Stadtverordneter von Charlottenburg
- Hildebrandt, Richard (1897–1951), deutscher SS-Angehöriger und Kriegsverbrecher
- Hildebrandt, Sarah (* 1993), US-amerikanische Ringerin
- Hildebrandt, Silke (1970–2025), deutsche Hörspiel- und Featureregisseurin und Autorin
- Hildebrandt, Stefan (1936–2015), deutscher Mathematiker
- Hildebrandt, Theodor (1804–1874), deutscher Maler
- Hildebrandt, Theophil Henry (1888–1980), US-amerikanischer Mathematiker
- Hildebrandt, Thomas (* 1963), deutscher Veterinärmediziner
- Hildebrandt, Tim (1939–2006), amerikanischer Comiczeichner und Buchillustrator
- Hildebrandt, Tina (* 1970), deutsche Reporterin
- Hildebrandt, Ulrich (1870–1940), deutscher Kirchenmusiker
- Hildebrandt, Ulrich (* 1949), deutscher Chirurg
- Hildebrandt, Volker (* 1953), deutscher Medienkünstler
- Hildebrandt, Walter (1892–1966), deutscher Politiker (GB/BHE), MdL
- Hildebrandt, Walter (1912–2007), deutscher Soziologe
- Hildebrandt, Wolf (1906–1999), deutscher Künstler
- Hildebrandt, Zacharias (1688–1757), deutscher Orgelbauer
- Hildebrandt-Eggert, Gertrude (* 1858), deutsche Übersetzerin
- Hildebrandt-Von Graefe, Walter (* 1934), deutscher evangelischer Theologe
- Hildebrandt-Woeckel, Sabine (* 1959), deutsche Journalistin und Buchautorin
- Hildebrant, Charles Q. (1864–1953), US-amerikanischer Politiker

#### Hildeg
- Hildegar von Köln († 753), Bischof von Köln
- Hildegard, Äbtissin des Damenstifts Buchau
- Hildegard († 783), Frau Karls des Großen
- Hildegard (* 828), Tochter König Ludwigs des Deutschen, Äbtissin
- Hildegard Luise von Bayern (1825–1864), Tochter von König Ludwig I. von Bayern; verheiratet mit Erzherzog Albrecht von Österreich
- Hildegard Maria von Bayern (1881–1948), bayerische Prinzessin
- Hildegard von Bingen (1098–1179), deutsche Mystikerin; Verfasserin theologischer und medizinischer Werke; Komponistin geistlicher LiederHildegard von Bingen (1098–1179)

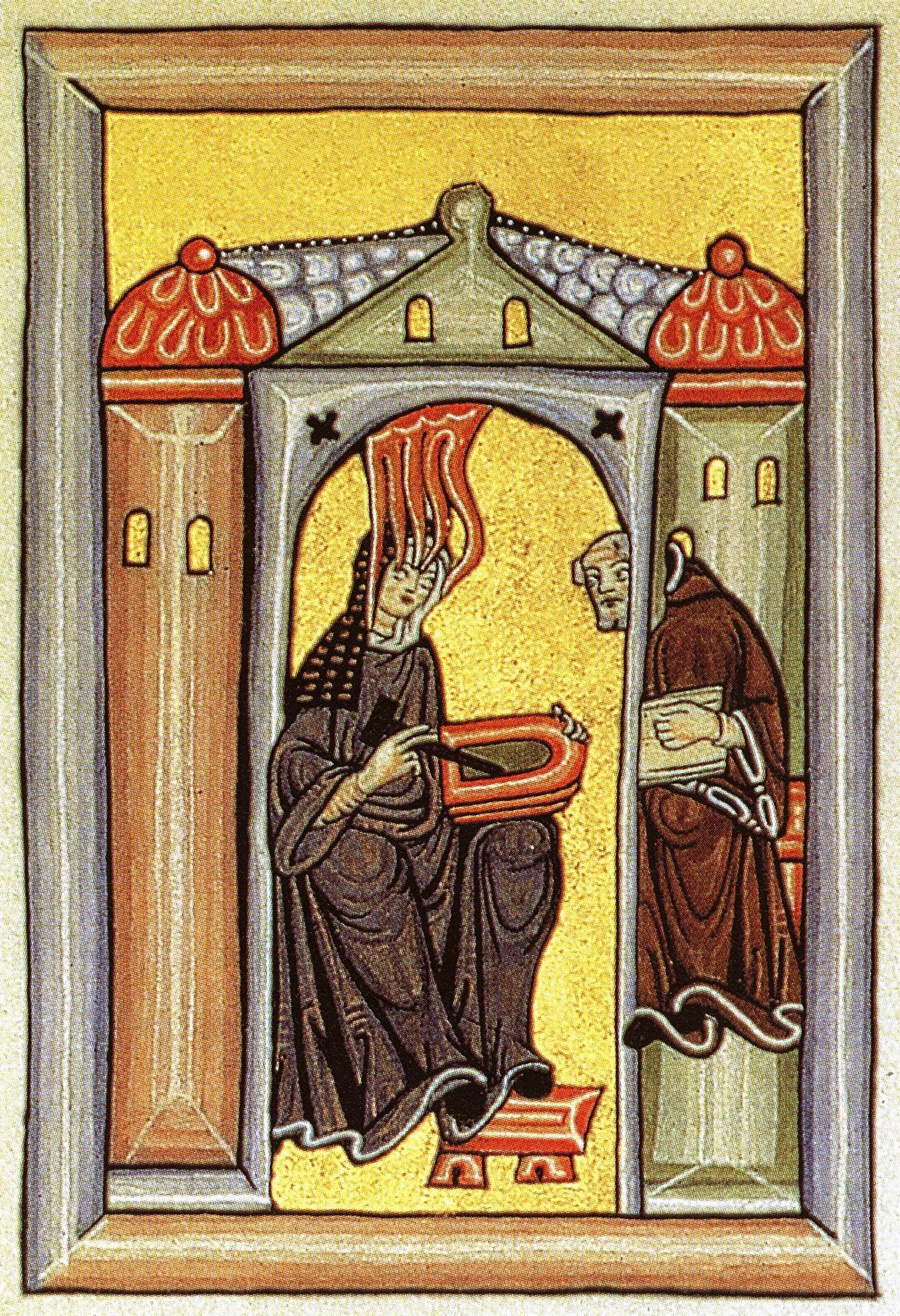
Hildegard von Bingen (1098–1179)

- Hildegard von Egisheim († 1094), Stammmutter der Staufer
- Hildegard von Stein, Adelige, Kirchengründerin, Heilige
- Hildegard von Thüringen († 1104), Stammmutter der Henneberger
- Hildegrim II. († 886), 6. Abt von Werden, 4. Bischof von Halberstadt
- Hildegrim von Chalons († 827), Abt und Bischof
- Hildegund von Geseke († 1024), Äbtissin des Damenstifts St. Cyriakus in Geseke
- Hildegund von Meer († 1183), Stifterin und Äbtissin des Klosters Meer
- Hildegunde (1170–1188), Heilige der katholischen Kirche, als Mann verkleidet im Kloster

#### Hildem
- Hildemann, Klaus D. (* 1942), deutscher evangelischer Theologe und Diakoniewissenschaftler
- Hildemann, Wolfgang (1925–1995), deutscher Komponist und Musikerzieher
- Hildemar, Marquard († 1300), Bürgermeister der Hansestadt Lübeck

#### Hilden
- Hilden, Gregor (* 1963), deutscher Gitarrist und JournalistGregor Hilden (* 1963)

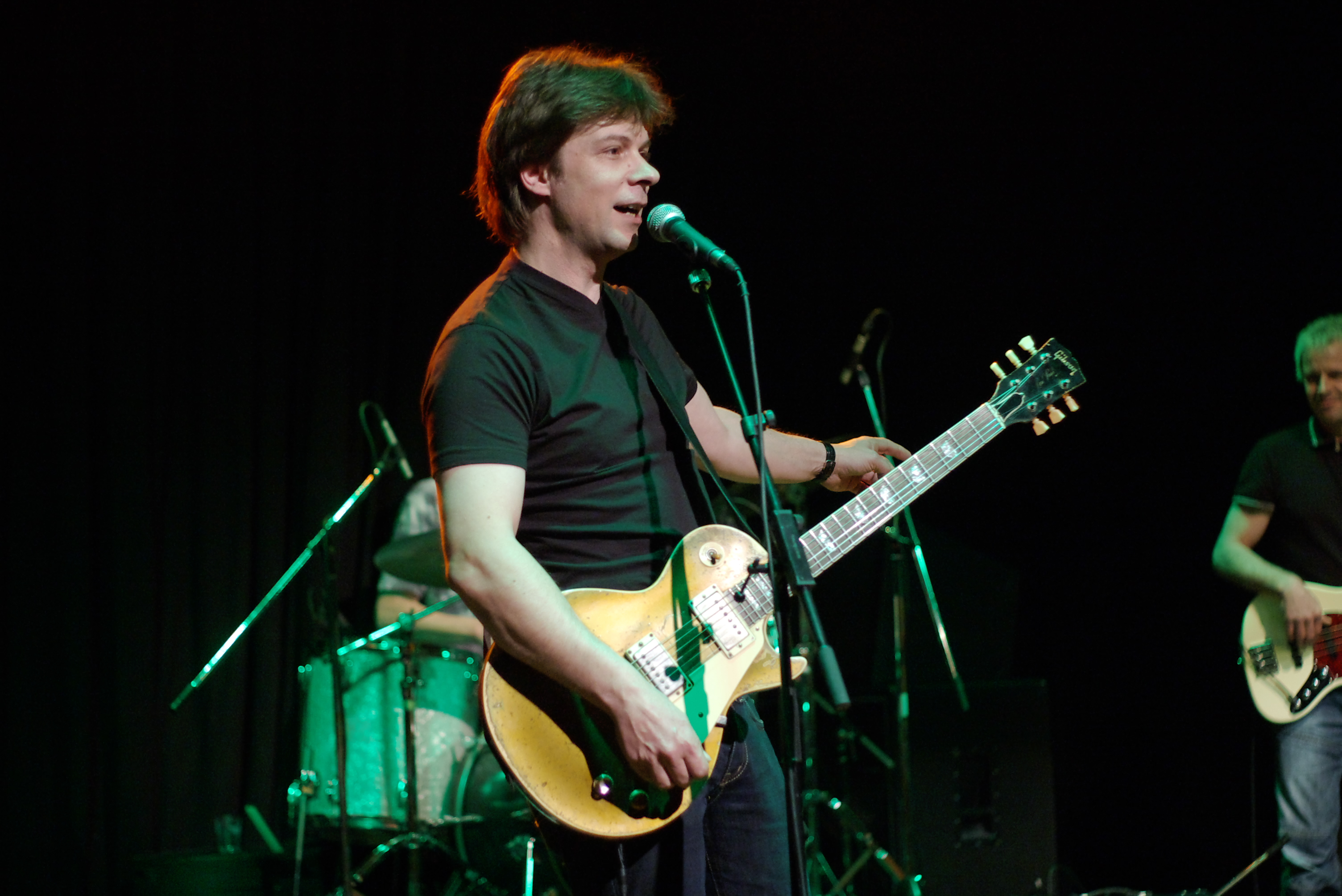
Gregor Hilden (* 1963)

- Hildén, Henrik (1884–1932), finnlandschwedischer Schriftsteller und Literaturwissenschaftler
- Hilden, Jytte (* 1942), dänische sozialdemokratische Politikerin, Mitglied des Folketing
- Hildén, Mimmo (* 1977), finnlandschwedische Fotografin und Kamerafrau
- Hilden, Thyra (* 1972), dänische Künstlerin
- Hilden, Wilhelm (1551–1587), deutscher Philosoph, Philologe, Mathematiker und Hochschullehrer
- Hildenbeutel, Ralf (* 1969), deutscher Musikproduzent
- Hildenbrand, Adolf (1881–1944), deutscher Maler, Grafiker, Emailleur und Hochschullehrer
- Hildenbrand, Bruno (* 1948), deutscher Soziologe
- Hildenbrand, Carl (1814–1872), deutscher Rechtswissenschaftler
- Hildenbrand, Claus Peter (* 1964), deutscher Kameramann
- Hildenbrand, Eva Regina (1909–1983), deutsche Künstlerin
- Hildenbrand, Hans (1870–1957), deutscher Fotograf
- Hildenbrand, Hub (* 1971), deutscher Gitarrist und Komponist
- Hildenbrand, Jacob (1826–1904), deutscher Geologe
- Hildenbrand, Johann Valentin (1763–1818), österreichischer Mediziner
- Hildenbrand, Karl (1864–1935), deutscher Politiker (SPD), MdR
- Hildenbrand, Klaus-Peter (* 1952), deutscher Langstreckenläufer
- Hildenbrand, Monika, deutsche Fußballspielerin
- Hildenbrand, Oliver (* 1988), deutscher Politiker (Bündnis 90/Die Grünen)Oliver Hildenbrand (* 1988)

Oliver Hildenbrand (* 1988)

- Hildenbrand, Paul (1904–1971), deutscher Maler
- Hildenbrand, Werner (* 1936), deutscher Mathematiker und Wirtschaftstheoretiker
- Hildenbrandt, Fred (1892–1963), deutscher Journalist und Schriftsteller
- Hildenbrandt, Vera (* 1971), deutsche Literaturwissenschaftlerin
- Hildenhagen, Ludwig (1809–1893), deutscher evangelischer Pfarrer und Politiker

#### Hildeo
- Hildeoc, König der Langobarden (470–478)

#### Hildep
- Hildeprand († 744), König der Langobarden

#### Hilder
- Hilder, Bernd (* 1959), deutscher Journalist und Medienmanager
- Hilderbrand, Trey (* 2000), US-amerikanischer Tennisspieler
- Hilderhof, Hagen (* 1937), freischaffender Bildhauer
- Hilderic († 740), Herzog, dux von Spoleto
- Hilderich, Bischof von Speyer
- Hilderich († 533), König der VandalenHilderich († 533)

Hilderich († 533)

- Hilderich von Havelberg († 1008), Bischof von Havelberg
- Hildericus, Edo (1533–1599), deutscher Historiker, Mathematiker, Philologe und evangelischer Theologe
- Hildermeier, Manfred (* 1948), deutscher Historiker

#### Hildes
- Hildesheim, Franz (1551–1613), deutscher Mediziner, Historiker und Dichter
- Hildesheim, Michel (1908–1981), deutsch-dänischer Schauspieler
- Hildesheimer, Esriel (1820–1899), deutscher Rabbiner
- Hildesheimer, Hirsch (1855–1910), Dozent für jüdische Geschichte und Geographie am Berliner Rabbinerseminar
- Hildesheimer, Wolfgang (1916–1991), deutscher Schriftsteller und Maler

#### Hildew
- Hildeward († 1030), vierter Bischof von Naumburg-Zeitz
- Hildeward von Halberstadt († 996), Bischof von Halberstadt

### Hildg
- Hildgartner, Paul (* 1952), italienischer Rennrodler

### Hildi
- Hildibald, Bischof von Chur
- Hildigunnur Einarsdóttir (* 1988), isländische Handballspielerin
- Hilding, Anne Grete (1924–2007), dänische Schauspielerin
- Hilding, Knud (1921–1975), dänischer Schauspieler
- Hildinger, Dave (1928–2020), US-amerikanischer Jazz- und Unterhaltungsmusiker sowie Filmkomponist
- Hildisch, Jäki (* 1958), deutscher Musiker und Musikmanager
- Hildisch, Johannes (1922–2001), deutscher Architekt und Numismatiker
- Hilditch, Lal (1894–1977), englischer Fußballspieler und -trainer
- Hilditch, Thomas Percy (1886–1965), britischer Chemiker

### Hildm
- Hildmann, Attila (* 1981), deutsch-türkischer Autor von Kochbüchern veganer GerichteAttila Hildmann (* 1981)

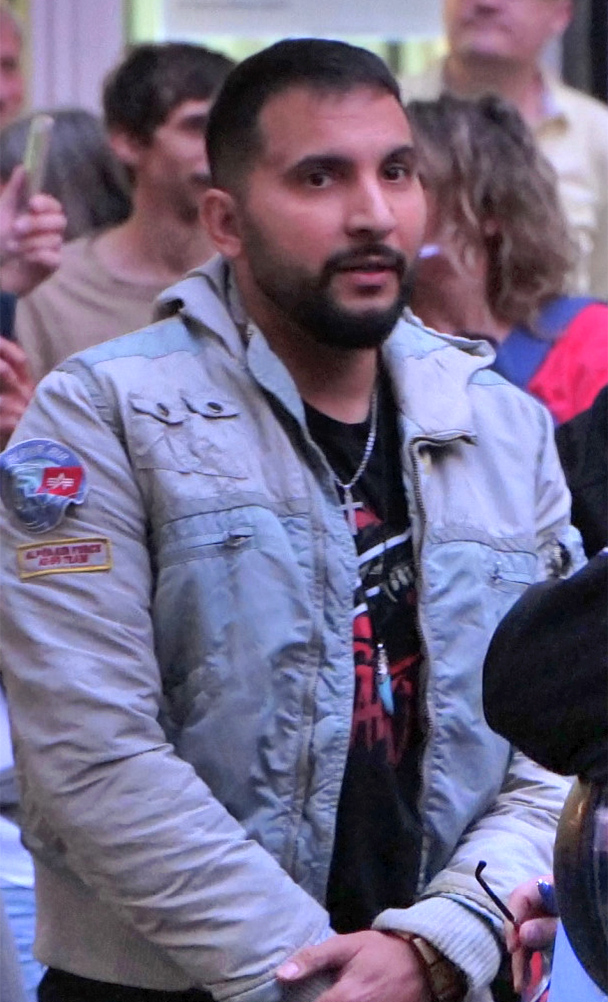
Attila Hildmann (* 1981)

- Hildmann, Gerhard (1907–1992), deutscher evangelischer Theologe
- Hildmann, Henning (1939–2009), deutscher HNO-Arzt und Hochschullehrer
- Hildmann, Richard (1882–1952), Politiker und Bürgermeister der Stadt Salzburg
- Hildmann, Sascha (* 1972), deutscher Fußballspieler und -trainer
- Hildmann, Walter (1910–1940), deutscher protestantischer Vikar

### Hildn
- Hildner, Guido (* 1958), deutscher Diplomat
- Hildner, Ruth Elfriede (1919–1947), deutsche SS-Aufseherin in verschiedenen KZs

### Hildo
- Hildolf († 1078), Erzbischof des Erzbistums Köln (1076–1078)

### Hildr
- Hildr Hrólfsdóttir, norwegische Skaldin
- Hildred, Wayne (* 1955), australischer Radrennfahrer
- Hildreich, Georg (1547–1617), Bürgermeister der Stadt Görlitz
- Hildreth, Horace A. (1902–1988), US-amerikanischer Politiker (Republikanische Partei), Gouverneur von Maine
- Hildreth, James R. (1927–2022), US-amerikanischer Offizier, Generalmajor der US Air Force
- Hildreth, Kimberly (* 1991), US-amerikanische Volleyball- und Beachvolleyballspielerin
- Hildreth, Mark (* 1978), kanadischer Schauspieler und Musiker
- Hildreth, Matthias B. († 1812), US-amerikanischer Jurist und Politiker
- Hildreth, Peter (1928–2011), britischer Hürdenläufer
- Hildreth, Richard (1807–1865), US-amerikanischer Schriftsteller
- Hildrum, Alf (* 1948), norwegischer Politiker und Journalist

### Hildt
- Hildt, Eberhard (* 1964), deutscher Biochemiker und Virologe
- Hildt, Erwin (1851–1917), deutscher Landwirt, Förderer der Stadt Weinsberg und der Erhaltung des kulturellen Erbes Justinus Kerners
- Hildt, Johann Georg (1785–1863), deutscher Werkmeister und Architekt
- Hildt, Ludwik Fryderyk (1847–1919), polnischer Maler und Insektenkundler

### Hildu
- Hilduin, Erzbischof von Köln
- Hilduin († 936), Bischof von Lüttich und Verona, Erzbischof von Mailand
- Hilduin von Saint-Denis, Abt von Saint-Denis (814–840), Erzkaplan Ludwigs des Frommen (819–831)
- Hildulf († 707), Christlicher Heiliger, Gründer und Abt der Benediktinerabtei Mittelmünster
- Hildur Antonsdóttir (* 1995), isländische Fußballspielerin
- Hildur Guðnadóttir (* 1982), isländische Cellistin und KomponistinHildur Guðnadóttir (* 1982)

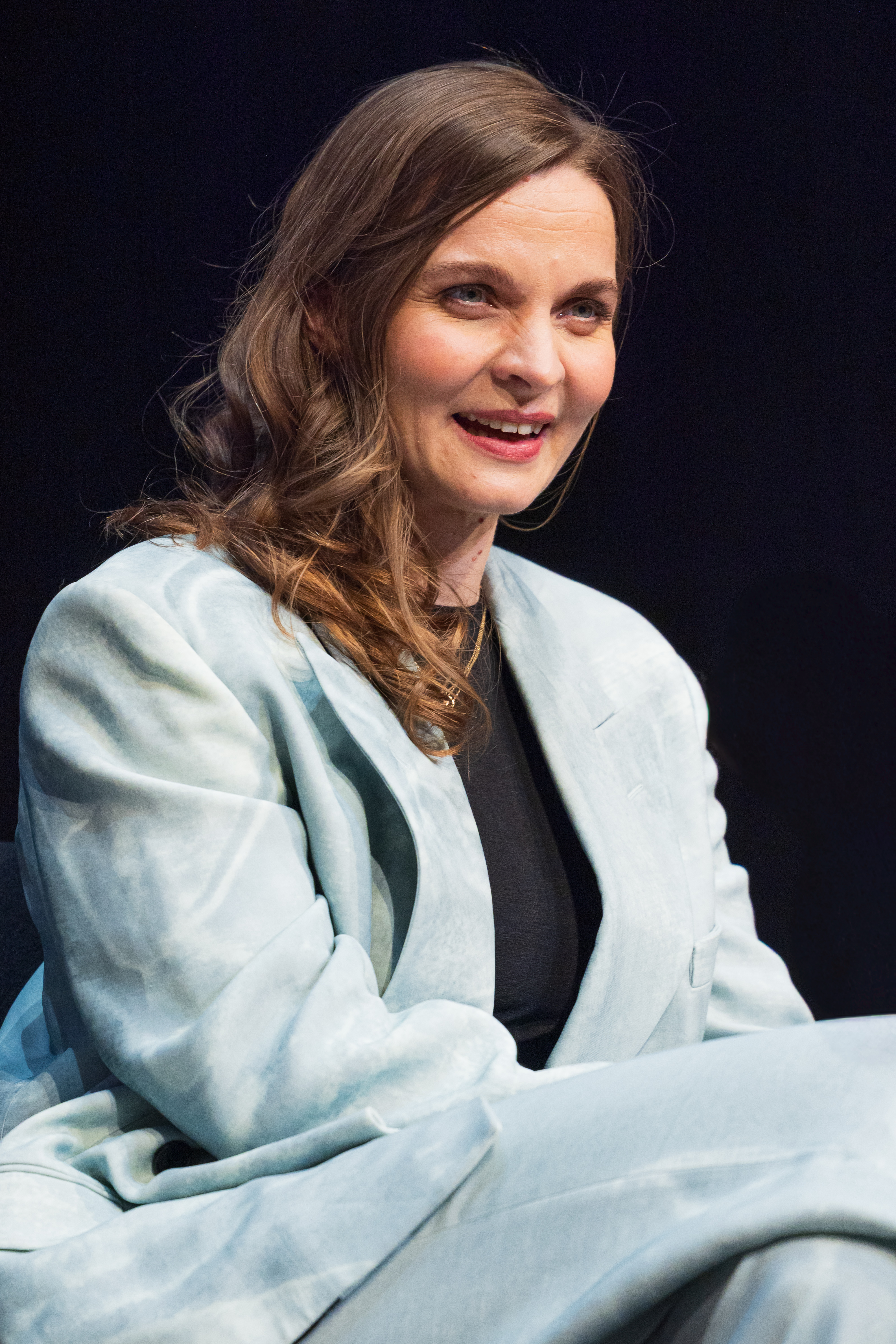
Hildur Guðnadóttir (* 1982)

- Hildur Þorgeirsdóttir (* 1989), isländische Handballspielerin und -trainerin
- Hildutus von Wales, Mönch

### Hildw
- Hildwein, Adam (1759–1833), österreichischer Baumeister
- Hildwein, Alois (1789–1828), österreichischer Architekt
- Hildwein, Laurent Joseph (1877–1947), deutscher Lehrer, Mitglied des Provinziallandtages der Provinz Hessen-Nassau

### Hildy
- Hildyard, David (1916–2008), britischer Tontechniker und zweifacher Oscar-Preisträger
- Hildyard, Henry (1846–1916), britischer General
- Hildyard, Jack (1908–1990), britischer Kameramann
- Hildyard, Reginald (1876–1965), britischer General, Gouverneur von Bermuda